# الدوري الأوروبي لكرة السلة 2015-2016
الدوري الأوروبي لكرة السلة 2015-2016 هو الموسم 16 من  الدوري الأوروبي لكرة السلة. أقيم خلال الفترة 15 أكتوبر 2015 وحتى 15 مايو 2016، والذي يشرف على تنظيمه اتحاد الدوريات الأوروبية لكرة السلة ‏، وكان عدد الأندية المشاركة فيه  24، وفاز فيه نادي سسكا موسكو لكرة السلة.